# مطار حفر الباطن بالقيصومة
مطار القيصومة الدولي (إياتا:AQI / إيكاو:OEPA) هو مطار دولي يقع بالقيصومة التابعة لمحافظة حفر الباطن في المنطقة الشرقية من المملكة العربية السعودية. ويبعد عن مركز مدينة حفر الباطن حوالي 20 كم.

## تاريخ
- كان المطار في سنواته الأولى خاصاً بنقل موظفي شركة أرامكو السعودية، وكان يستقبل في ذالك الوقت طائرات من طراز داكوتا. ومنذ ذالك الوقت بدأ التفكير في تشييد مطار حديث وكبير يستوعب النمور الكبير والتطورات التي تعرفها مدينة حفر الباطن. وقد تم بناء مدرج جديد بطول 3000 متر لإستيعاب طائرات متوسطة الحجم كالبوينغ 737 أو الإيرباص إيه 320، كما تم بناء صالات للمسافرين، وربط المطار بمختلف التجهيزات الضرورية كالماء والكهرباء والصرف الصحي.[2]
- في يونيو 2019، أطلقت طيران ناس خطاً جوياً يربط بين حفر الباطن والدمام. وقد حضر حفل التدشين أمير المنطقة الشرقية سعود بن نايف بن عبد العزيز آل سعود.[3][4][5]
- في مارس 2023 ذكر الرئيس التنفيذي لشركة مطارات الدمام المهندس محمد بن علي الحسني أن الطاقة الاستيعابية لمطار القيصومة أصبحت تتسع لأكثر من 700 ألف مسافر سنويًّا بعد التوسعة الأخيرة.[6]

## شركات الطيران
يوفر مطار القيصومة 3 شركات طيران داخلية وخارجية لمختلف الوجهات وهي:
| شركات الطيران   | الوجهات                                     |
| --------------- | ------------------------------------------- |
| الخطوط السعودية | الرياض                                      |
| الخطوط السعودية | جدة                                         |
| فلاي دبي        | مطار دبي الدولي                             |
| النيل للطيران   | مطار القاهرة الدولي (تبدأ من 16 يونيو 2023) |

## الرحلات الدولية
في 21 مارس 2023م وصلت أول رحلة طيران دولية مباشرة من مطار دبي الدولي إلى مطار القيصومة.